# 아나이스 말리
아나이스 말리(Anais Mali, 1991년 1월 22일 ~ )는 프랑스의 모델이다.